# Lagtävlingen i hoppning i ridsport vid olympiska sommarspelen 2008
Lagtävlingen i hoppning i ridsport vid olympiska sommarspelen 2008 var en av sex ridsportgrenar som avgjordes under de olympiska sommarspelen 2008. 

## Medaljörer
| Event | Guld                                                   | Silver                                                 | Brons                                                                         |
| Lag   | USA McLain Ward Laura Kraut Will Simpson Beezie Madden | Kanada Jill Henselwood Eric Lamaze Ian Millar Mac Cone | Schweiz Christina Liebherr Pius Schwizer Niklaus Schurtenberger Steve Guerdat |

## Resultat
| Placering | Namn                                                                                 | Omgång 1     | Omgång 1 | Omgång 2     | Omgång 2 | Lag Totalstraff | Avhoppning   | Avhoppning | Avhoppning        | Avhoppning |
| Placering | Namn                                                                                 | Straff       | Straff   | Straff       | Straff   | Lag Totalstraff | Straff       | Straff     | Tid               | Tid        |
| Placering | Namn                                                                                 | Individuellt | Lag      | Individuellt | Lag      | Lag Totalstraff | Individuellt | Lag        | Individuellt      | Lag        |
| --------- | ------------------------------------------------------------------------------------ | ------------ | -------- | ------------ | -------- | --------------- | ------------ | ---------- | ----------------- | ---------- |
| 1         | USA McLain Ward Laura Kraut Will Simpson Beezie Madden                               | 0 4 8 11     | 12       | 4 0 8 4      | 8        | 20              | 0 DNS        | 0          | 37.05 39.86 38.50 | 115.41     |
| 2         | Kanada Mac Cone Jill Henselwood Eric Lamaze Ian Millar                               | 12 18 0 4    | 16       | WD 0 4 0     | 4        | 20              | DNS 4 0 DNS  | 4          | 40.32 36.35       | 76.67      |
| 3         | Schweiz Christina Liebherr Pius Schwizer Niklaus Schurtenberger Steve Guerdat        | 4 4          | 12       | 23 5 8 5     | 18       | 30              |              |            |                   |            |
| =4        | Nederländerna Angelique Hoorn Marc Houtzager Vincent Voorn Gerco Schroder            | 4 1 16 12    | 17       | 8 5 27 4     | 17       | 34              |              |            |                   |            |
| =4        | Tyskland Christian Ahlmann Marco Kutscher Meredith Michaels-Beerbaum Ludger Beerbaum | 8 13 4 8     | 20       | 4 19 4 6     | 14       | 34              |              |            |                   |            |
| 6         | Storbritannien Nick Skelton Tim Stockdale Ben Maher John Whitaker                    | 8 4 DNS      | 16       | 13 8 0 DNS   | 21       | 37              |              |            |                   |            |
| 7         | Sverige Peter Eriksson Lotta Schultz Helena Lundback Rolf-Göran Bengtsson            | 8 5 12 0     | 13       | 4 20 17 4    | 25       | 38              |              |            |                   |            |
| 8         | Australien Peter McMahon Laurie Lever Edwina Alexander Matt Williams                 | 16 16 0 4    | 20       | DNS 4 0 17   | 21       | 41              |              |            |                   |            |
| 9         | Mexiko Alberto Michan Antonio Chedraui Enrique Gonzalez Federico Fernandez           | 9 8 16 9     | 26       |              |          |                 |              |            |                   |            |
| 10        | Norge Stein Endresen Morten Djupvik Geir Gulliksen Tony Andre Hansen                 | 4 12 DSQ     | 28       | 12 4 5 DSQ   | 21       |                 |              |            |                   |            |
| 11        | Ukraina Aleksandr Onisjtjenko Jean-Claude Van Geenberghe Bjorn Nagel Katharina Offel | EL 8 9 17    | 34       |              |          |                 |              |            |                   |            |
| 12        | Saudiarabien HH F. Al Shalan Kamal Bahamdan HRH A. Al Saud Ramzy Al Duhami           | 18 15 30 5   | 38       |              |          |                 |              |            |                   |            |
| 13        | Nya Zeeland Katie McVean Kirk Webby Sharn Wordley Bruce Goodin                       | 45 8 25 12   | 45       |              |          |                 |              |            |                   |            |
| 14        | Hongkong Patrick Lam Samantha Lam Kenneth Cheng                                      | 9 29 21      | 59       |              |          |                 |              |            |                   |            |
| 15        | Kina Huang Zuping Zhang Bin Zhao Zhiwen Li Zhenqiang                                 | 36 31 32 39  | 99       |              |          |                 |              |            |                   |            |
| EL        | Brasilien Pedro Veniss Bernardo Alves Camila Benedicto Rodrigo Pessoa                | EL 12 13 DSQ | EL       |              |          |                 |              |            |                   |            |